# Dutar

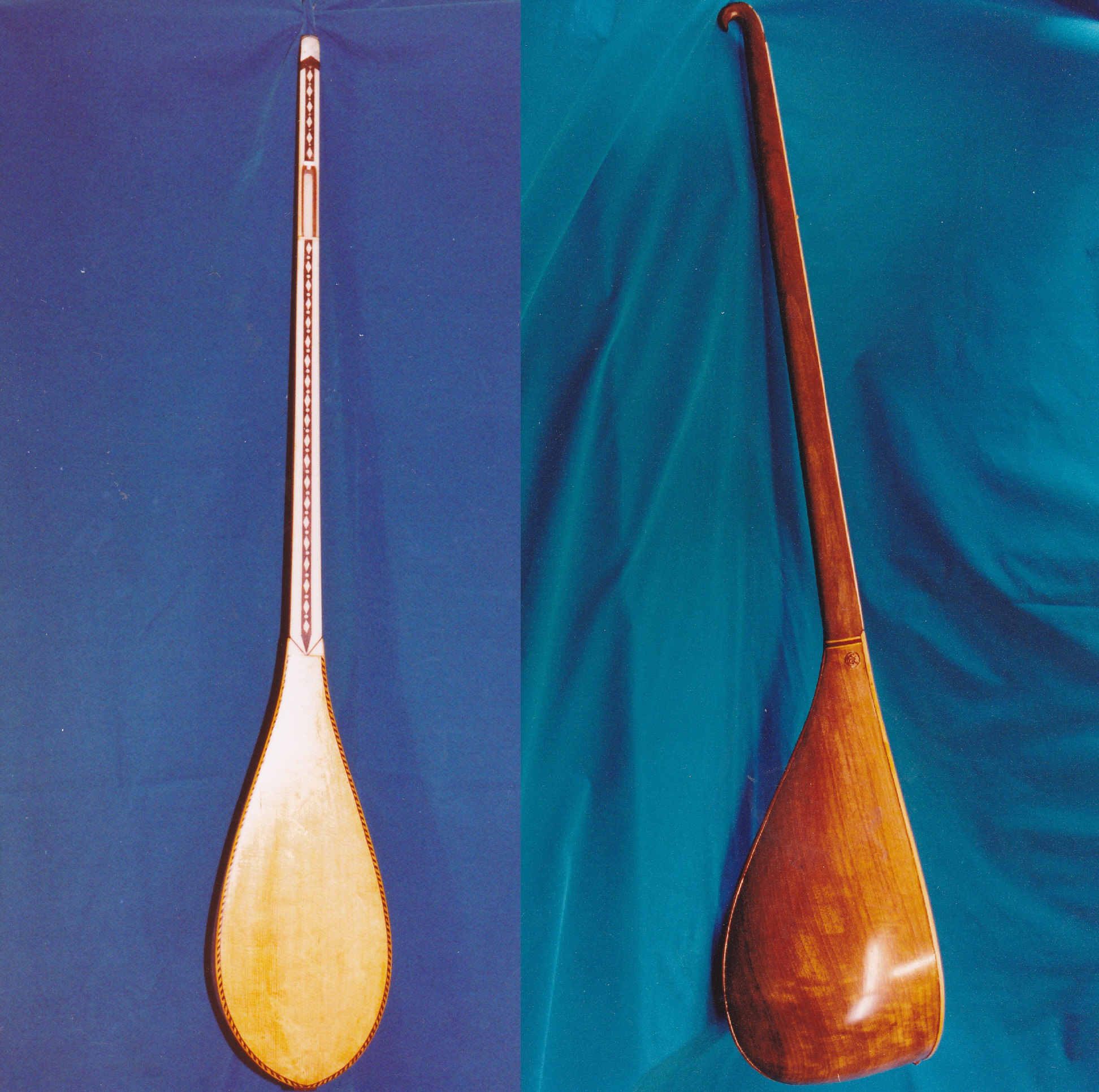
Dutar

De dutar (of dotar) is een muziekinstrument dat van oorsprong in Perzië en Turkestan voorkwam.
De naam is afgeleid van het Perzisch (do tar) voor 'twee snaren'. Het instrument bevat namelijk twee bespeelbare snaren, en soms 14 of 15 meeresonerende darmsnaren. Het instrument is verwant aan de luit en de tanbur. De nek kan tot een meter lang zijn.
De dutar wordt gebruikt in volksmuziek in het Nabije Oosten en Centraal Azië, maar tegenwoordig ook in moderne en volksmuziek elders, en wordt al tokkelend met de vingers of een plectrum bespeeld.

## Bron
- Meyers Taschenlexicon Musik B.I. Taschenbuchverlag (1984) ISBN 3-411-01996-4